# Тесачек, Любомир
Любомир Тесачек (чеш. Lubomír Tesáček; 9 февраля 1957, Славков-у-Брна — 29 июня 2011, Прага) — чешский легкоатлет, специалист по бегу на средние и длинные дистанции, кроссу и марафону. Выступал в конце 1970-х — начале 2000-х годов, чемпион Европы в помещении, призёр ряда крупных международных стартов на шоссе и на дорожке, действующий рекордсмен Чехии в дисциплинах 3000 и 5000 метров в помещении.

## Биография
Любомир Тесачек родился 9 февраля 1957 года в городе Славков-у-Брна, Чехословакия. Занимался лёгкой атлетикой в Праге, проходил подготовку в столичном клубе «Дукла».
С конца 1970-х годов входил в число сильнейших чехословацких стайеров, неоднократно становился победителем и призёром чемпионатов Чехословакии в беге на 5000, 3000, 1500 метров.
Впервые заявил о себе в лёгкой атлетике на международном уровне в сезоне 1980 года, когда вошёл в состав чехословацкой сборной и выступил на чемпионате мира по кроссу в Париже, где занял в личном зачёте 77-е место.
В 1981 году на домашних соревнованиях в Праге установил ныне действующий чешский рекорд в дисциплине 3000 метров в помещении — 7:48.8 (ручной хронометраж), стал седьмым в беге на 3000 метров на чемпионате Европы в помещении в Гренобле.
В 1983 году в 3000-метровой дисциплине финишировал четвёртым на чемпионате Европы в помещении в Будапеште.
В 1984 году в беге на 3000 метров одержал победу на чемпионате Европы в помещении в Гётеборге. Рассматривался в качестве кандидата на участие в летних Олимпийских играх 1984 года в Лос-Анджелесе, однако Чехословакия вместе с несколькими другими странами восточного блока бойкотировала эти соревнования по политическим причинам. Вместо этого Тесачек выступил на альтернативном турнире «Дружба-84» в Москве, где в программе 5000 метров стал седьмым.
На чемпионате Европы в помещении 1986 года в Мадриде в беге на 3000 метров показал восьмой результат. Позднее стартовал на чемпионате Европы в Штутгарте — в дисциплине 5000 метров показал время 13:39.70 и не смог преодолеть предварительный квалификационный этап, тогда как в дисциплине 10 000 метров с результатом 28:48.61 занял 16-е место.
В 1987 году среди прочего был девятым в 3000-метровом беге на чемпионате Европы в помещении в Льевене.
Впоследствии стал больше участвовать в коммерческих стартах на шоссе, в том числе пробовал себя на марафонской дистанции. Так, в 1989 году финишировал седьмым на Мюнхенском марафоне, в 1990 году с личным рекордом 2:13:48 стал шестым на Венском марафоне.
Завершил спортивную карьеру по окончании сезона 2001 года.
Умер 29 июня 2011 года в результате железнодорожного происшествия у станции Градчанска в Праге. Сообщалось, что Тесачек разговаривал по телефону и не заметил приближающегося трамвая.